# Trichotria brevidactyla
Trichotria brevidactyla is een raderdiertjessoort uit de familie Trichotriidae. De wetenschappelijke naam van deze soort is voor het eerst geldig gepubliceerd in 1913 door Harring.